# Kamen Rider Revice
Kamen Rider Revice (仮面ライダーリバイス, Kamen Raidā Ribaisu) est une série télévisée japonaise de type tokusatsu, ayant pour thèmes la famille et les démons intérieurs. 
Elle est la trente-et-deuxième série de la franchise Kamen Rider et la troisième de l'ère Reiwa. 
La série célèbre le 50e anniversaire de la franchise. 
La série est diffusée depuis le 5 septembre 2021, soit une semaine après la fin de la série Kamen Rider Saber.

## Synopsis
La famille Igarashi est une famille ordinaire qui gère un bain public appelé Bains du bonheur. Le fils aîné, Ikki Igarashi, est un garçon au cœur ardent avec un sens aigu de la justice, est aussi passionné et attentionné. Avant, il avait l'impression d'entendre un étrange "murmure du Démon" à l'intérieur de lui, mais il n'y faisait pas attention.
La chose la plus importante pour Ikki était la famille et la joyeuse source chaude où la famille et les habitants de la ville se réunissaient. Cependant, les Bains du bonheur ont perdu en popularité ces dernières années, et sont menacés de réaménagement.
Un jour, Ikki et sa famille sont soudainement attaqués par une armée de monstres dirigée par les Deadmans ! Ikki remarque ainsi l'existence du Démon en lui, en souhaitant de tout son cœur protéger ses êtres chers. Ainsi, il écoute le fameux murmure pour la première fois. Puis, dans l'esprit de vouloir "combattre le poison par le poison", il a signé un contrat avec son Démon, Vice, il s'est ainsi transformé en Kamen Rider.

## Personnages

### Kamen Rider Revice
Contrairement à la plupart des Riders, Kamen Rider Revice (仮面ライダーリバイス, Kamen Raidā Ribaisu) désigne le nom du duo que forme Ikki Igarashi (Kamen Rider Revi) et son démon intérieur Vice (Kamen Rider Vice).
Ikki Igarashi travaille aux Bains du bonheur, des bains publics dont ses parents sont propriétaires. Il a passé un pacte avec le Diable avec Vice qui le hante sous forme de fantôme. Quand ce héros se transforme en Kamen Rider Revi, Vice obtient un corps tangible et devient Kamen Rider Vice. Leus deux possèdent des formes alternatives qui utilisent l'ADN d'animaux divers et le design d'anciens Kamen Rider (ceci est dû au fait que George Karizaki, celui qui purifie les Vistamps pour leur utilisation dans le Revice System est un grand fan des Kamen Rider). La forme de base et les 10 formes de base alternatives principales sont un tyrannosaure rex (Rex Genome), un mégalodon (Megalodon Genome, Kamen Rider Decade), un aigle (Eagle Genome, Kamen Rider W), un mammouth (Mammoth Genome, Kamen Rider Den-O), un ptéranodon (Ptera Genome, Kamen Rider Faiz), un lion (Lion Genome, Kamen Rider Kuuga), un chacal (Jackal Genome, Kamen Rider Ex-Aid), un gorille (Kong Genome, Kamen Rider Fourze), une mante religieuse (Kamakiri Genome, Kamen Rider Gaim) et un brachiosaure (Brachio Genome, Kamen Rider ZI-O). 
Kamen Rider Revice est apparu dans le multivers Kamen Rider (sous forme de livre dans la base d'Agastia aux côtés des autres livres Kamen Rider et Super Sentai) durant Superhero Senki, le film qui croise les séries Kamen Rider Saber et Kikai Sentai Zenkaiger, où Revi et Vice apparaissent.

#### Remix
Revi et Vice sont capables de s'assembler pour former l'animal représentatif de leur forme :
- Revice Rex : Forme de base de Revi et Vice basée sur un tyrannosaure.
- Revice Megalodon: Forme de Revi et Vice basée sur un mégalodon et calquée sur Kamen Rider Decade[5],[6],[7],[8].
- Revice Eagle: Forme de Revi et de Vice basée sur un aigle et calquée sur Kamen Rider W[9],[7].
- Revice Mammoth: Forme de Revi et de Vice basée sur un mammouth et calquée sur Kamen Rider Den-O[5],[10].
- Revice Ptera : Forme de Revi basée sur un ptérosaure et calquée sur Kamen Rider Faiz[11]. Quant à Vice, il devient un hoverboard.
- Revice Lion : Forme de Revi et de Vice basée sur un lion et calquée sur Kamen Rider Kuuga[12]
- Revice Jackal : Forme de Revi basée sur un chacal et calquée sur Kamen Rider Ex-Aid. Quant à Vice, il devient un skateboard[13].
- Revice Kong : Forme de Revi et de Vice basée sur un gorille et calquée sur Kamen Rider Fourze[13].
- Revice Kamakiri : Forme de Revi et de Vice basée sur une mante religieuse et calquée sur Kamen Rider Gaim.
- Revice Brachio : Forme de Revi et de Vice basée sur un brachiosaure et calquée sur Kamen Rider Zi-O.
- Revice Neo Batta : Forme de Revi et de Vice basée sur une sauterelle et calquée sur Kamen Rider Zero-One.

#### Ikki Igarashi
Ikki Igarashi (五十嵐 一輝, Igarashi Ikki) est le fils aîné de la famille Igarashi, il découvre son démon intérieur, Vice, et passe un pacte avec lui pour devenir Kamen Rider Revi.
Il travaille dans les bains publics.
Revi est armé du Ohinbuster50, un pistolet qui peut devenir une hache.
Ikki Igarashi est interprété par Kentaro Maeda.

#### Vice
Vice est le démon intérieur d’Ikki, il devient Kamen Rider Vice quand Ikki se transforme en Revi,. Il change de forme suivant le Vistamp activé.
Avec celui du ptéranodon, il peut se transformer en hover bike. Il s’agit de la Xturismo, la première hover bike pilotable au monde.
Avec celui du mégalodon, il se transformera en mégalodon géant en fusionnant avec Revi. Ces formes sont appelées « Genome ».

### Famille Igarashi

#### Daiji Igarashi
Daiji Igarashi (五十嵐 大二, Igarashi Daiji) est le petit frère d'Ikki. Il travaille dans les bains publics et au laboratoire Fenix. 
Daiji deviendra un Kamen Rider dans le futur.
Il est interprété par Wataru Hyuga (日向 亘, Hyuga Wataru).

#### Sakura Igarashi
Sakura Igarashi (五十嵐 さくら, Igarashi Sakura) est la petite sœur d'Ikki. 
Elle travaille dans les bains publics mais pratique aussi le karaté.
Sakura est interprétée par Ayaka Imoto (井本 彩花, Imoto Ayaka).

#### Genta Igarashi
Genta Igarashi (五十嵐 元太, Igarashi Genta) est le père d'Ikki, de Daiji et de Sakura. Il tient les bains publics avec sa femme, Yukimi.
Genta est interprété par Shigeyuki Totsugi (戸次 重幸, Totsugi Shigeyuki).

#### Yukimi Igarashi
Yukimi Igarashi (五十嵐 幸実, Igarashi Yukimi) est la mère d'Ikki, de Daiji et de Sakura. Elle tient les bains publics avec son mari, Genta.
Yukimi est interprétée par Kurara Emi (映美 くらら, Emi Kurara).

### Laboratoire de génétique Fenix
Le laboratoire de génétique Fenix est au courant des agissements du culte démoniaque Deadmans et va créer un nouveau Kamen Rider pour défendre le monde.

#### George Karizaki
George Karizaki (ジョージ・狩崎, Jōji Karizaki) est l'inventeur de l'équipement utilisé par Revi et Vice. 
George est interprété par Noritaka Hamao (濱尾 ノリタカ, Hamao Noritaka).

### Culte démoniaque Deadmans
Le culte démoniaque Deadmans est composé de trois membres actifs : Aguilera (jouée par Yui Asakura), Furio (joué par Claud Hachijoin) et Olteca (joué par Hayata Seki). Leur but est de ressusciter leur leader, Gifu, en lui sacrifiant des humains qui ont libéré leurs démons intérieurs, les Deadman.

## Production
La marque Kamen Rider Revice a été déposée par Toei le 6 mai 2021.
Le 27 juillet 2021, Kamen Rider Revice est officiellement annoncé lors d'une conférence de presse aux côtés de sa distribution d'acteurs.
La chanson du générique de début est interprétée par le groupe vocal et de danse Da-ice, en collaboration avec Subaru Kimura (Vice).
Le véhicule principal de Kamen Rider Revi, un hoverbike dans lequel Kamen Rider Vice se transforme, est basé sur un hoverbike Xturismo réel développé par A.L.I. Technologies,.

## Films

### Saber + Zenkaiger: Superhero Senki
Kamen Rider Revi et Kamen Rider Vice font une apparition dans le film Superhero Senki, sorti le 22 juillet 2021. Un court-métrage surprise, sobrement intitulé Kamen Rider Revice, le film est sorti en double programme avec ce dernier film. Il met en scène le Spider Deadman et montre l'utilisation inédite de la Ptera Vistamp sur Vice sans passer par Revi. Il est placé après l'épisode 4 de la série, en raison de la présence du Ptera Vistamp, purifié à partir du Ptera Proto Vistamp.

### Kamen Rider: Beyond Generations
Le film d'hiver de Revice et Saber, sorti le 17 décembre 2021, célèbre les 50 ans d'existence de Kamen Rider. Il met en scène George Karizaki dans un futur dystopique, dominé par Diablo, un démon supérieur à l'instar de Giff, en 2071. Un scientifique de Shocker de l'an 1971, Momose Ryūnosuke, se retrouve transporté 100 ans dans le futur en 2071. Après avoir rencontre George Karizaki, celui-ci l'aide à rencontrer son fils en 2021 grâce au Cyclotron Driver. Celui-ci lui en veut de ne pas avoir tenu sa promesse de prendre le shinkansen avec lui. Père et fils deviennent Kamen Rider Century, pour aider Revice et Saber à éliminer Diablo et sauver le futur.
Les scènes de 1971 ont été tournées avec Maito Fujioka, replaçant sont père Hiroshi Fujioka, dans le rôle de Takeshi Hongo / Kamen Rider 1. La Neo Batta Vistamp, donnée par George en 2071, sera réutilisée dans l'épisode 22 de la série.

### Kamen Rider Revice, le film: Battle Familia
Le film d'été, sorti le 22 juillet 2022, met en scène la fratrie Igarashi contre Azuma, un ancien serviteur de Giff et Diablo il y a 3 000 ans, aux côtés de Hideo Akaishi. Les deux ont ainsi obtenus l'immortalité en échange de leur aide pour remettre l'humanité sur le droit chemin. Azuma ira jusqu'à assassiner différents dirigeants de l'ombre pour le salut de l'humanité. Il se met finalement en exil dans les années 1940, en ayant eu assez des guerres entre humains et de son immortalité. Désormais aidé de Chic, il devient Kamen Rider Daimon en récupérant le Chimera Driver. Chic corrompra les démons de la famille Igarashi, mais ils seront confronté par la fusion des trois : Kamen Rider Igarashi.
Un spin off en vue du film, Birth of Chimera, a été publié sur le Toei Tokusatsu Fan Club également le 22 juillet 2022. Il relate les origines de Chic, du Chimera Driver et d'Ōtani Nozomu / Kamen Rider Chimera. Le film est notoire car il consiste en une réunion des acteurs de la série Ninja Sentai Kakuranger, avec le rôle majeur d'Azuma pour Kane Kosugi.
Le film, en double programme avec Avataro Sentai Donbrothers THE MOVIE : Shin Hatsukoi Hero, est projeté avec Shocker en pause déj' THE Movie, le film de la web-série célèbrant les 50 ans de Shocker.

### Kamen Rider Geats × Revice: MOVIE Battle Royale
Ce film d'hiver, sorti le 23 décembre 2022, marque le retour de la formule des films scindés. La partie Revice relate la vraie fin de la série : un an après la disparition de Vice, la famille Igarashi accueille un nouveau membre, le petit Kōshirō. Celui-ci voit son démon être extrait par Izangi et Balidelo, des extraterrestres jadis victimes de Giff, afin d'obtenir le génome de Giff. Leur attaque oblige Ikki à être hospitalisé. C'est là que sa volonté de vivre pour protéger sa famille fait réapparaître Vice. Ainsi, Revi et Vice participent au Desire Royale en compagnie de Geats grâce au Desire Driver.

### Revice Forward: Kamen Rider Live & Evil & Demons
Ce V-Cinext, sorti le 13 mars 2023 (avant-première le 10 février 2023) se déroule après la fin de la série, lorsque Blue Bird a été fondé pour prendre la suite de Fenix. La nouvelle organisation enquête sur Alicorn, un groupe terroriste visant à transformer les humains en monstres démoniaques, connus sous le nom de Transamza. Demons devient Imperial Demons avec le Giant Spider Vistamp, et Live et Evil utilisent enfin le Revice Driver pour devenir Live Marvelous et Evil Marvelous.

## Web-séries / vidéos

### Kamen Rider Revice: The Mystery
Cette série en 5 épisodes, publiée sur le service TELASA met en scène les personnages de Revice, ainsi que de certaines autres séries Kamen Rider, comme 555, W, Gaim ou Drive, dans une enquête sur une affaire de meurtre dans la pension Nijitenka.

### Revice Legacy: Kamen Rider Vail
Cette série en 5 épisodes, publiée sur le Toei Tokusatsu Fan Club, relate les origines d'Igarashi Genta, autrefois nommé Shiranami Junpei (joué par Wada Masanari), ainsi que Vail / Kamen Rider Vail. Il y rencontre Yukimi (jouée par Ōkubo Sakurako), avant qu'ils ne fondent la famille Igarashi. Le générique de fin My dream sera repris dans l'épisode 42 de la série, lors du combat entre Destream et Crimson Vail.

### DEAR GAGA
Ce bonus des Blu-ray de la série relate en deux parties ce qui est arrivé à Kadota Hiromi après sa supposée mort dans l'épisode 21. Il a en fait feint de perdre la mémoire et a accompagné sa mère en fin de vie.

### Kamen Rider Jeanne & Kamen Rider Aguilera with Girls Remix
Cette série en 3 épisodes, publiée sur le Toei Tokusatsu Fan Club, met en scène les héroïnes des séries Kamen Rider, dans une histoire liée à Black Satan et une « Black Tackle », ainsi que le côté sombre de Natsuki Hana / Kamen Rider Aguilera. Celle-ci se transforme en Kamen Rider Dark Aguilera.

### Kamen Rider Juuga VS Kamen Rider Orteca
Cette série en deux parties porte sur l'évasion d'Orteca du pénitencier de Blue Bird. Celui-ci se transforme en Kamen Rider Orteca, mais avec l'aide de Sawagami Rinna (de Kamen Rider Drive), George se transforme en Kamen Rider Juuga pour contrer l'évadé...
Une vidéo spéciale, La Morning Routine de George Karizaki est publiée avec la première partie de la série.

## Distribution
- Ikki Igarashi (五十嵐 一輝, Igarashi Ikki?): Kentaro Maeda (前田 拳太郎, Maeda Kentarō?)
- Daiji Igarashi (五十嵐 大二, Igarashi Daiji?): Wataru Hyuga (日向 亘, Hyuga Wataru?)
- Sakura Igarashi (五十嵐 さくら, Igarashi Sakura?): Ayaka Imoto (井本 彩花, Imoto Ayaka?)
- George Karizaki (ジョージ・狩崎, Jōji Karizaki?): Noritaka Hamao (濱尾 ノリタカ, Hamao Noritaka?)
- Aguilera (アギレラ, Agirera?): Yui Asakura (浅倉 唯, Asakura Yui?)
- Orteca (オルテカ, Oruteka?): Hayata Seki (関 隼汰, Seki Hayata?)
- Julio (フリオ, Furio?): Kurodo Hachijoin (八条院 蔵人, Hachijōin Kurōdo?)
- Hikaru Ushijima (牛島 光, Ushijima Hikaru?): Tomoya Oku (奥 智哉, Oku Tomoya?)
- Shōzō Irabu (伊良部 正造, Irabu Shōzō?): Yutaka Saigoh (西郷 豊, Saigō Yutaka?)
- Hiromi Kadota (門田 ヒロミ, Kadota Hiromi?): Junya Komatsu (小松 準弥, Komatsu Jun'ya?)
- Yūjirō Wakabayashi (若林 優次郎, Wakabayashi Yūjirō?): Kazuya Tanabe (田邊 和也, Tanabe Kazuya?)
- Tasuke Ushijima (牛島 太助, Ushijima Tasuke?): Toshihiro Yashiba (矢柴 俊博, Yashiba Toshihiro?)
- Yukimi Igarashi (五十嵐 幸実, Igarashi Yukimi?): Kurara Emi (映美 くらら, Emi Kurara?)
- Genta Igarashi (五十嵐 元太, Igarashi Genta?): Shigeyuki Totsugi (戸次 重幸, Totsugi Shigeyuki?)
- Vice (バイス, Baisu?, Voix): Subaru Kimura (木村 昴, Kimura Subaru?)

## Génériques

### Générique de début
- "liveDevil"[5]
  - Artistes: Da-ice feat. Subaru Kimura